# アブドゥライェ・ディアロ (1992年10月生のサッカー選手)
アブドゥライェ・ディアロ（Abdoulaye Diallo, 1992年10月21日 - ）は、セネガルのサッカー選手。ポジションは主にディフェンダー（DF）。

## 来歴
2009年にカーサ・スポルトに加入し16歳でセネガル・プレミアリーグ初出場。守備の中心選手として2011-12シーズンのリーグ優勝を始めとする好成績を残し、クラブの黄金期を形成した。2013年1月にはセネガル代表としてチリ代表との国際親善試合に出場。
2015年にラトビア・FKイェルガヴァへ移籍。ラトビヤス・カウス（ラトビア杯）に優勝し、UEFAヨーロッパリーグにも出場した。

## エピソード
カーサ在籍時にはハードタックルとパワフルなプレー、警告の多さから「bad boy」と形容された。イェルガヴァのチームメート中野遼太郎のブログでは「遅刻が趣味」「協調性と引き換えに身体能力を授かった男」などと紹介されている。2016-17ヨーロッパリーグのŠKスロヴァン・ブラチスラヴァ戦では、相手選手が中野に肘打ちしたことで激怒し大暴れ。その場で退場となり、さらに出場停止と罰金処分が下されている。

## 所属クラブ
- 2009年 - 2014年  カーサ・スポルト

→2013年  ACスパルタ・プラハ（期限付き移籍）
- 2014年  FCアティラウ
- 2015年 - 2016年  FKイェルガヴァ
- 2018年  FKアトランタス
- 2019年  JKナルヴァ・トランス
- 2019年 - 2020年  ビグリ・スバウキ
- 2020年 -  ASジュネス・エシュ

## 個人成績
| クラブ成績 | クラブ成績   | クラブ成績 | リーグ | リーグ | カップ | カップ | 国際大会   | 国際大会   | 通算 | 通算 |
| シーズン   | クラブ       | リーグ     | 出場   | 得点   | 出場   | 得点   | 出場       | 得点       | 出場 | 得点 |
| セネガル   | セネガル     | セネガル   | リーグ | リーグ | カップ | カップ | アフリカ   | アフリカ   | 通算 | 通算 |
| ---------- | ------------ | ---------- | ------ | ------ | ------ | ------ | ---------- | ---------- | ---- | ---- |
| 2009       | カーサ       | プレミア   |        |        |        |        |            |            |      |      |
| 2010       | カーサ       | プレミア   |        |        |        |        |            |            |      |      |
| 2010-11    | カーサ       | プレミア   | 23     | 0      |        |        |            |            |      |      |
| 2011-12    | カーサ       | プレミア   | 18     | 2      |        |        |            |            |      |      |
| 2013       | カーサ       | プレミア   |        |        |        |        |            |            |      |      |
| 2013-14    | カーサ       | プレミア   |        |        |        |        |            |            |      |      |
| 2014-15    | カーサ       | プレミア   |        |        |        |        |            |            |      |      |
| ラトビア   | ラトビア     | ラトビア   | リーグ | リーグ | カップ | カップ | ヨーロッパ | ヨーロッパ | 通算 | 通算 |
| 2015       | イェルガヴァ | ヴィルス   | 22     | 0      | 2      | 0      | 4          | 1          | 28   | 1    |
| 2016       | イェルガヴァ | ヴィルス   |        |        | 2      | 0      | 4          | 1          | 6    | 1    |
| 通算       | セネガル     | セネガル   |        |        |        |        |            |            |      |      |
| 通算       | ラトビア     | ラトビア   | 22     | 0      | 4      | 0      | 8          | 2          | 34   | 2    |
| 総通算     |              |            |        |        |        |        |            |            |      |      |

## タイトル
- セネガル・プレミアリーグ (Senegal Premier League)  (2011-12)
- セネガル・リーグカップ (Senegalese League Cup)  (2010,2013)
- セネガル・FAカップ (Senegal FA Cup)  (2011)
- ラトビヤス・カウス (2014-15,2015-16)